# Harry Standjofski
Harry Standjofski est un acteur canadien né le 22 mai 1959 à Montréal et mort le 18 juillet 2025 dans la même ville.

## Biographie
Né à Montréal le 22 mai 1959, Harry Standjofski a une carrière riche et variée tant au théâtre qu'au cinéma et à la télévision. Il est aussi professeur en jeu à l’Université Concordia, ainsi que musicien guitariste. 

### Théâtre et cinéma
Au théâtre, sa présence artistique s’étend à de nombreuses scènes montréalaises, y compris les théâtres Duceppe, Segal, Quat’Sous et La Licorne, où il joue aussi bien dans des créations contemporaines que dans le répertoire classique. Il joue dans plusieurs pièces phares telles que Une maison face au nord, Les chroniques de Saint-Léonard et Docteure.
En cinéma, il tient des rôles dans des productions majeures, notamment X-Men: Days of Future Past, Assassin’s Creed, Crimes of Passion, Aviator et des films de Denys Arcand comme De l'amour et des restes humains.

### Mort
Harry Standjofski meurt à Montréal d’un arrêt cardiaque en juillet 2025. Son décès suscite une grande émotion dans la communauté artistique montréalaise, qui salue sa capacité à travailler aussi bien en français qu'en anglais. Parmi ses dernières apparitions scéniques, il avait notamment joué dans la pièce Une fin au Centre du Théâtre d’Aujourd’hui en 2024.
Harry Standjofski laisse derrière lui un héritage artistique important, marqué par sa polyvalence, sa ténacité et son engagement à la scène théâtrale montréalaise et canadienne.

## Filmographie

### Cinéma
- 1987 : Wild Thing : sergent Matty
- 1990 : Falling Over Backwards : Club manager
- 1990 : Moody Beach : Douanier
- 1993 : Le Voisin (The Neighbor) : Morrie
- 1993 : De l'amour et des restes humains (Love & Human Remains)
- 1994 : Warriors :'Chandler
- 1994 : Mrs Parker et le cercle vicieux (Mrs. Parker and the Vicious Circle) : Home Movie Director
- 1995 : The Wrong Woman : Dept. Store Security Guard
- 1998 : The Sleep Room : Stumpel
- 2000 : Artificial Lies : Detective Sgt. Joe Collins
- 2000 : Cause of Death : Dr Earl Waxman
- 2000 : Stardom
- 2000 : Café Olé : Larry
- 2001 : Témoins en sursis (Hidden Agenda) : Kevin
- 2001 : Protection : Angelo
- 2004 : Aviator (The Aviator) : un copain de Louis B. Mayer
- 2005 : Guy X de Saul Metztein : Chaplain Brank
- 2009 : Assassin's Creed: Lineage (court métrage) : Silvio Barbarigo
- 2013 :

L'Extravagant Voyage du jeune et prodigieux T. S. Spivet : le gardien des silos
Le Militaire : le barbier
- 2014 : X-Men: Days of Future Past : l'homme qui tond la pelouse au stade de baseball
- 2020 : Pieces of a Woman : le greffier

### Télévision
- 1989 : Red Earth, White Earth (TV) : Farmer #1
- 1989 : Day One (TV) : Robert Wilson
- 1992 : Young Robin Hood (série télévisée) : Brother Tuck
- 1993 : Vendetta II: The New Mafia (TV) : Space Suit
- 1994 : The Maharaja's Daughter (feuilleton TV) : Provenzano
- 1994 : À nous deux! (série télévisée) : Tom Cohen
- 1995 : Hiroshima (TV) : Flight Surgeon Young
- 1999 : Catherine (série télévisée) : Le patron
- 1999 : Bonanno: A Godfather's Story (TV) : Joe Stabile
- 1999 : P.T. Barnum (TV) : Duncan
- 1999 : Fais-moi peur ! (Are You Afraid of the Dark?) (TV): Phil
- 2000 : Arthur's Perfect Christmas (TV) : Uncle Fred
- 2002 : Just a Walk in the Park (TV) : Photographer
- 2002 : PorCité ("Pig City") (série télévisée) : V.P. Larden (voix)
- 2003 : L'Auberge du chien noir (série télévisée) : Robert Edison
- 2003 : Mystery Ink (série télévisée) : True Crimes Performer
- 2005 : Crimes of Passion (TV) : Arnold Kobrinsky
- 2016 : L'Imposteur : Denys Kaplan
- 2018 : Faits divers (série télévisée) : Levy Weiss